# هایپراسپرمی
هایپراسپرمی وضعیتی در پزشکی است که در آن یک مرد دارای مقدار غیرطبیعی مایع منی یا حجم انزال است و به‌طور کلی تعریف آن زمانی است که انزال بالای ۶ میلی‌لیتر باشد. این برعکس هیپواسپرمی است که تحت عنوان حجم مایع منی کمتر از ۱٫۵ میلی‌لیتر تعریف می‌شود.
به نظر نمی‌رسد که هایپراسپرمی به تنهایی بر سلامت اسپرم تأثیر بگذارد. با این حال، حجم زیاد انزال ممکن است غلظت اسپرم کمتری داشته باشد که منجر به باروری پایین می‌شود.
در برخی موارد، حجم بالای مایع منی می‌تواند نشانه عفونت غدد جانبی مردانه باشد.